# Cercidia punctigera
Cercidia punctigera är en spindelart som beskrevs av Simon 1889. Cercidia punctigera ingår i släktet Cercidia och familjen hjulspindlar. Inga underarter finns listade i Catalogue of Life.